# 아프리칸 게임

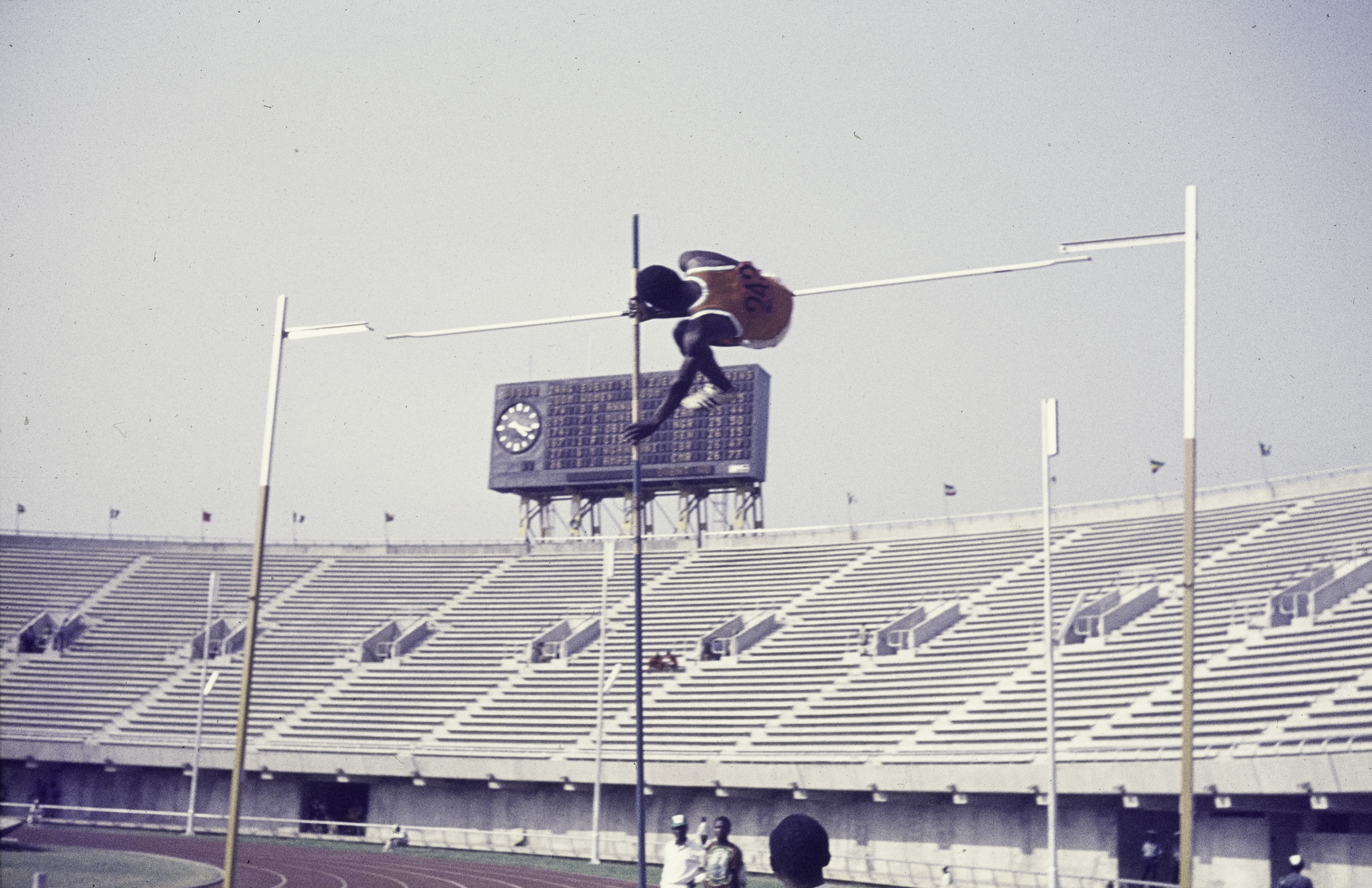

아프리칸 게임(African Games)은 4년마다 열리는 아프리카 국가들을 위한 종합 스포츠 경기 대회이며, 아프리카 국가 올림픽 위원회 연합이 국제 올림픽 위원회의 감독 아래 주관하고 있다. 지역 특성상 동계 대회는 열리지 않으며, 청소년 대회인 청소년 올아프리카 게임과 지역 대회인 중앙아프리칸 게임도 열리고 있다. 나이지리아, 남아프리카 공화국, 알제리, 이집트, 튀니지가 이 대회에서 강세를 보이고 있다.
2012년 1월 에티오피아 아디스아바바에서의 결정으로, 명칭이 올아프리카 게임(All-Africa Games)에서 아프리칸 게임(African Games)으로 바뀌었다.

## 참가국
| - 알제리 - 앙골라 - 부룬디 - 베냉 - 부르키나파소 - 보츠와나 - 중앙아프리카 공화국 - 콩고 공화국 - 차드 - 코트디부아르 - 카메룬 - 콩고 민주 공화국 - 코모로 - 카보베르데 - 지부티 | - 이집트 - 적도 기니 - 에리트레아 - 서사하라 - 에티오피아 - 가봉 - 감비아 - 가나 - 기니비사우 - 기니 - 케냐 - 라이베리아 - 리비아 - 레소토 - 모로코 | - 마다가스카르 - 말리 - 모잠비크 - 모리셔스 - 모리타니 - 말라위 - 나미비아 - 니제르 - 나이지리아 - 남아프리카 공화국 - 르완다 - 세네갈 - 세이셸 - 시에라리온 - 소말리아 | - 남수단 - 상투메 프린시페 - 수단 - 에스와티니 - 토고 - 튀니지 - 탄자니아 - 우간다 - 잠비아 - 짐바브웨 |

## 역대 대회
| 대회 | 연도   | 개최 도시    | 개최국            | 날짜                 |
| ---- | ------ | ------------ | ----------------- | -------------------- |
| 1    | 1965년 | 브라자빌     | 콩고 공화국       | 7월 18일 ~ 7월 25일  |
| -    | 1969년 | 바마코       | 말리              | (취소됨)             |
| 2    | 1973년 | 라고스       | 나이지리아        | 1월 7일 ~ 1월 18일   |
| 3    | 1978년 | 알제         | 알제리            | 7월 13일 ~ 7월 28일  |
| 4    | 1987년 | 나이로비     | 케냐              | 8월 1일 ~ 8월 12일   |
| 5    | 1991년 | 카이로       | 이집트            | 9월 20일 ~ 10월 1일  |
| 6    | 1995년 | 하라레       | 짐바브웨          | 9월 13일 ~ 9월 23일  |
| 7    | 1999년 | 요하네스버그 | 남아프리카 공화국 | 9월 10일 ~ 9월 19일  |
| 8    | 2003년 | 아부자       | 나이지리아        | 10월 5일 ~ 10월 17일 |
| 9    | 2007년 | 알제         | 알제리            | 7월 11일 ~ 7월 23일  |
| 10   | 2011년 | 마푸투       | 모잠비크          | 9월 7일 ~ 9월 17일   |
| 11   | 2015년 | 브라자빌     | 콩고 공화국       | 9월 4일 ~ 9월 19일   |
| 12   | 2019년 | 라바트       | 모로코            | 8월 23일 ~ 9월 3일   |
| 13   | 2023년 | 아크라       | 가나              |                      |

- 1969년 올아프리카 게임은 말리의 바마코에서 개최하기로 했으나 쿠데타로 인하여 취소되었다.

1. ↑  “All-Africa Games now renamed "African Games’’”. The Guardian. 2015년 9월 13일. 2019년 12월 21일에 확인함.